# Тья, Анж Марсьяль
Анж Марсьяль Тья (фр. Ange Martial Tia; родился 20 ноября 2006) — малийский футболист, атакующий полузащитник французского клуба «Реймс».

## Клубная карьера
Воспитанник малийской команды АФЕ, 5 февраля 2025 года Тья присоединился к французскому клубу «Реймс». 9 марта 2025 года дебютировал за «красно-белых», выйдя на замену в матче Лиги 1 против «Осера».

## Карьера в сборной
Выступал за сборную Мали до 17 лет. Вместе с командой занял 3-е место на юношеском чемпионате мира, забив на турнире гол в матче 1/8 финала против Мексики.